# Все перемагає любов
«Все перемагає любов» (рос. Всё побеждает любовь) — радянський повнометражний художній фільм режисера Миколи Мащенка, за збіркою оповідань Олеся Гончара «За мить щастя».
Фільм вийшов в прокат в УРСР у 1987 році з українським дубляжем від Кіностудії Довженка.

## Опис
Історія кохання між простою угорської дівчиною Лорі і солдатом з України Сашком в кінці Другої світової війни. Несподівана зустріч і мить щастя були затьмарені нападками небайдужого до неї угорця. Заступившись за кохану, Сашко вбиває ревнивця. Виниклий скандал намагаються зам'яти смертю Сашка.

## Акторський склад
- Костянтин Шафоренко
- Станіслав Станкевич
- Степан Олексенко
- Дмитро Миргородський
- Олена Костіна
- Валентин Троцюк
- Олексій Богданович
- Микола Борисенко
- Василь Фущич

## Знімальна група
- Режисер-постановник: Микола Мащенко
- Сценаристи: Олесь Гончара, Микола Мащенко
- Оператор-постановник: Сергій Борденюк
- Художник-постановник: Віталій Шавель
- Режисери: Валентин Фещенко, Петро Марусик
- Звукооператор: Володимир Сулімов
- Оператор: Г. Конотесов
- Художник-гример: Василь Гаркавий
- Художник по костюмах: Алла Сапанович
- Монтажер: Є. Русецька
- Редактор: Ю. Морозов
- Головний консультант: Г. Гінзбург
- Оператор комбінованих зйомок: Микола Шабаєв
- У фільмі використано «Чакону» Баха
- Установник кольору: А. Кучаковська
- Директор картини: Анатолій Костенко